# 체첸 요리
체첸 공화국의 요리 또는 체첸의 요리는 체첸인들의 전통 요리이다. 체첸의 전통 요리에 쓰이는 재료들은 고기, 리크, 치즈, 호박, 옥수수 등이 사용된다. 양파와 마늘, 후추, 백리향이 들어가서 매운 맛도 나는 경우도 있다. 대표적인 디저트 요리로는 힝갈라쉬(러시아어:Хингалш, 체첸어:Хингалаш)가 있으며, 체첸을 비롯한 캅카스의 여러 지역에서 볼 수 있는 전통 케이크 요리이다.
러시아와 서아시아(주로 캅카스), 중앙아시아에서도 체첸 요리가 포함된 식당을 볼 수 있다.

## 갤러리

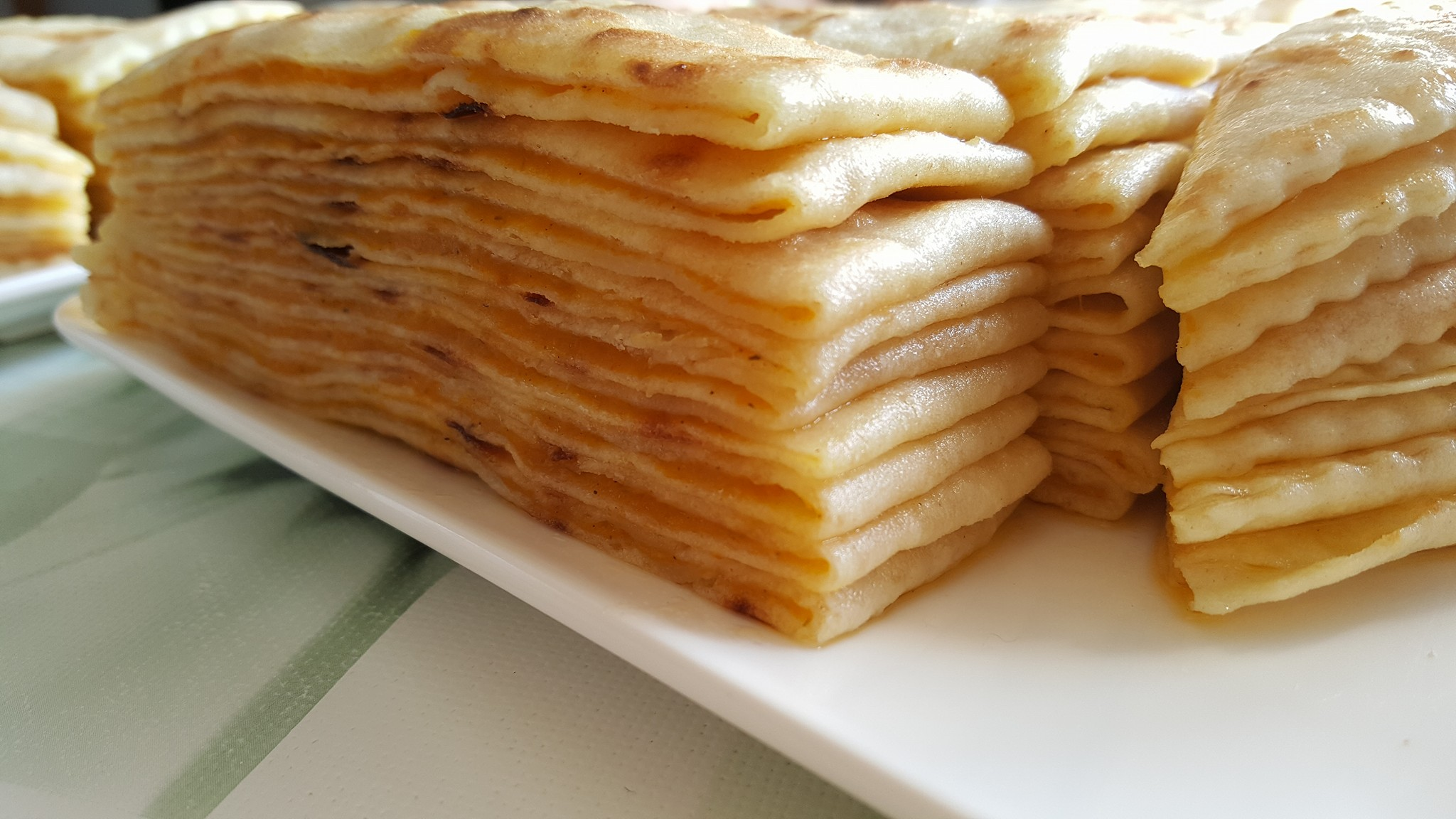
힌갈슈
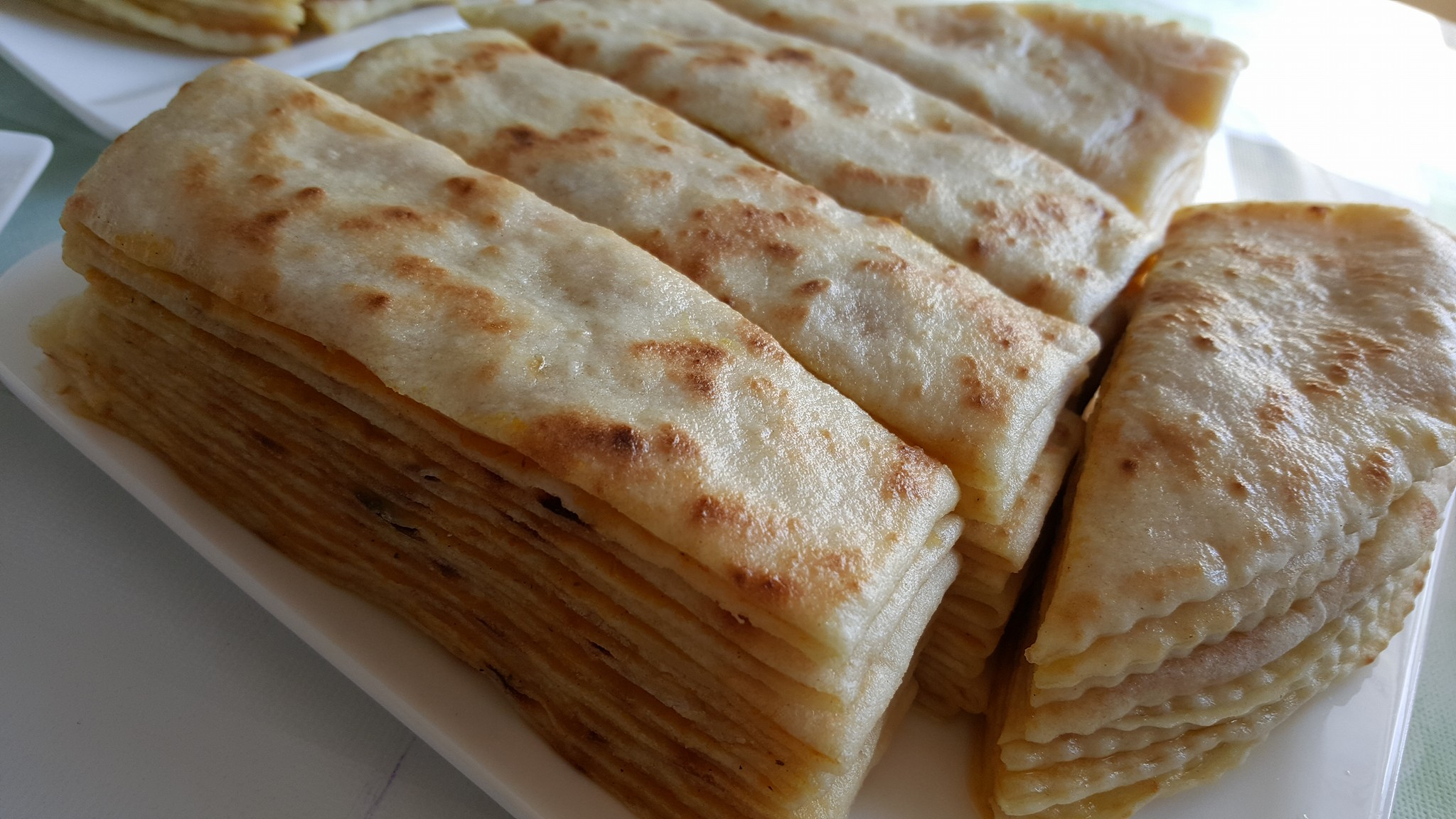
힌갈슈
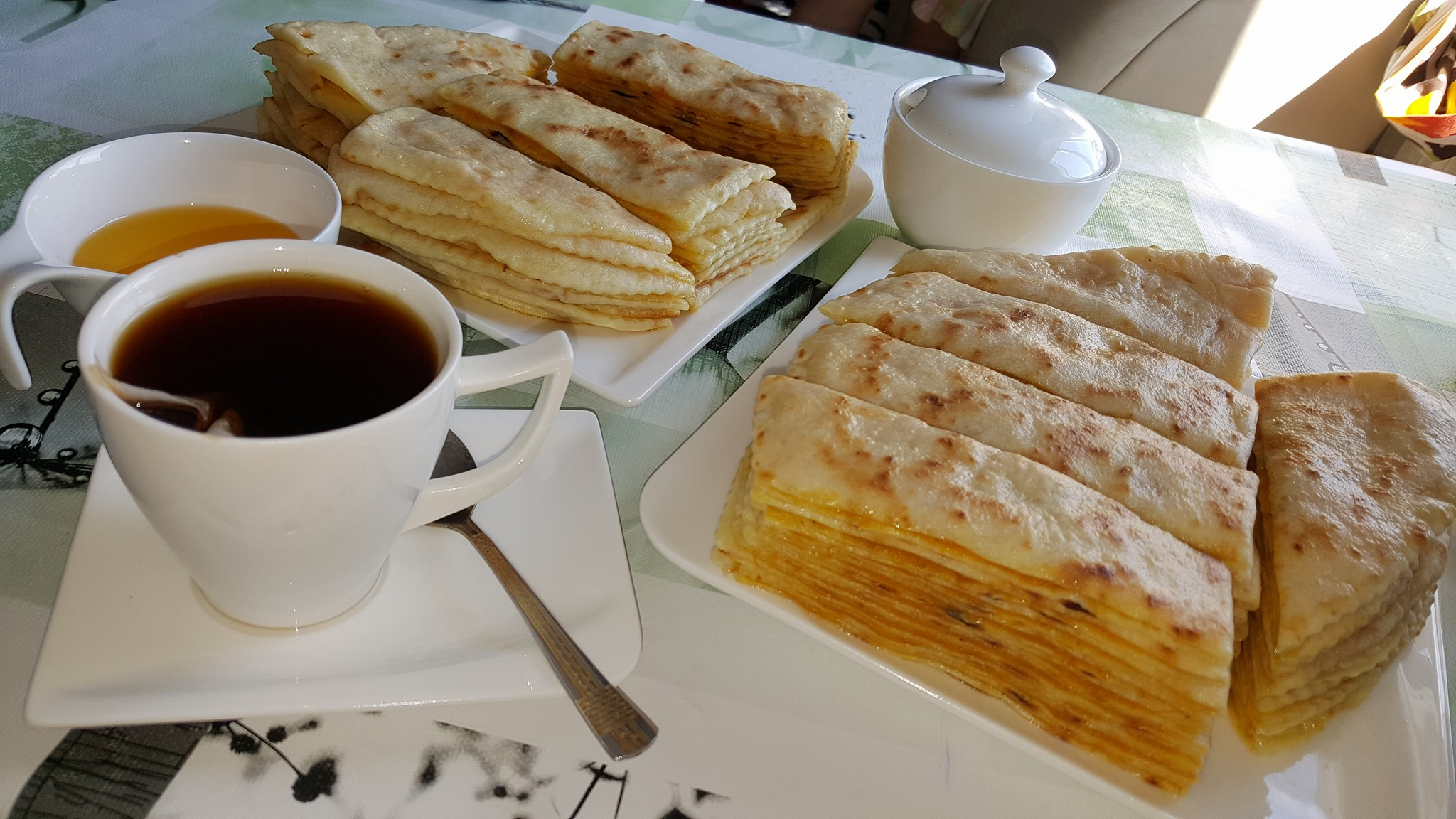
힌갈슈
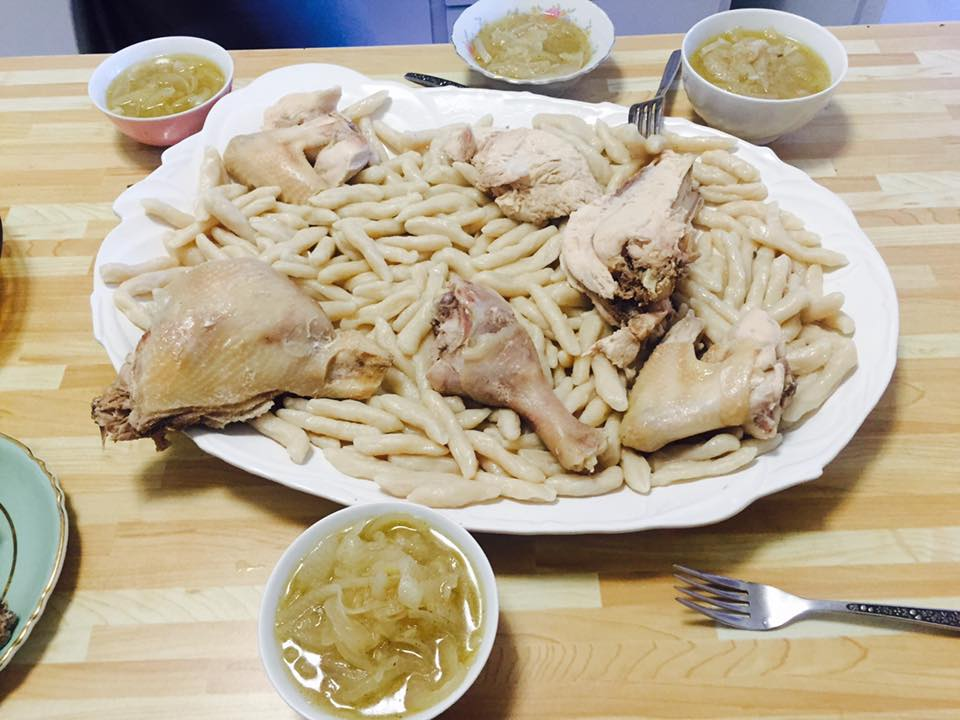
힌갈슈